# Chaetonotus triradiatus
Chaetonotus triradiatus är en djurart som tillhör fylumet bukhårsdjur, och som beskrevs av Rao 1999. Chaetonotus triradiatus ingår i släktet Chaetonotus och familjen Chaetonotidae. Inga underarter finns listade i Catalogue of Life.